# Max Gluckman
Herman Max Gluckman (Johanesburgo, 26 de janeiro de 1911 — Jerusalém, 13 de abril de 1975) foi um antropólogo sul-africano, de cidadania britânica. Mais conhecido por ser o fundador da Escola de Manchester de antropologia.

## Vida
Max Gluckman nasceu em Johanesburgo em 1911. Ingressou na Universidade de Witwatersrand onde sua primeira opção era estudar Direito, porém ele logo se interessou por antropologia, onde estudou com Winifred Hoernle e obteve o bacharelado em 1930.
Em 1934, obteve o equivalente atual ao mestrado e recebeu então uma bolsa de estudos para o Exeter College, em Oxford. Lá pode trabalhar com R.R. Marett, Edward Evan Evans-Pritchard e Alfred Reginald Radcliffe-Brown, estes últimos os proponentes do funcionalismo estrutural. Defendeu seu doutorado ao estudar o povo Lozi, em Barotseland. Em 1939, ingressou no Instituto Rhodes-Livingstone e em 1941 tornou-se seu diretor. Por sua influência o instituto se tornou um grande polo de pesquisa antropológica. 
Mudou-se para a Inglaterra em 1947 para um cargo em Oxford. Em 1949, tornou-se professor de antropologia na Universidade de Manchester, fundando seu próprio departamento.
Max morreu em 13 de abril de 1975, em Jerusalém, aos 64 anos, devido a um problema cardíaco. Deixou a esposa, Mary Brignoli, três filhos, John, Peter e Timothy e um neto.

## Realizações
Gluckman era um ativista político, vigorosamente anti-colonialista. Empenhou-se diretamente nos conflitos sociais e contradições culturais do colonialismo, como o racismo, urbanização e migração de trabalhadores. Gluckman combinou a escola estadunidense de estrutural-funcionalismo com um enfoque Marxista em desigualdade e opressão, criando uma crítica de colonialismo de dentro do estruturalismo. Na pesquisa que desenvolveu na Zululândia na África do Sul, argumentou que as comunidades africanas e europeias formavam um único campo social, cujo cisma em dois grupos raciais formou a base de sua unidade estrutural.
Bruce Kapferer descreveu Gluckman como "talvez o antropólogo por excelência cuja própria vida pessoal, história e consciência não só encarnaram algumas das crises críticas do mundo moderno mas também exigiu que a antropologia que imaginava deveria se confrontar e examinar esse mesmo mundo." (em "The Crisis in Anthropology" na ocasião do primeiro Max Gluckman Memorial Lecture.)  Gluckman foi de influência considerável em vários antropólogos e sociólogos: Lars Clausen, A. L. Epstein, Ronald Frankenberg, Bruce Kapferer, J. Clyde Mitchell, Victor Turner e outros estudantes e interlocutores. A maioria deles veio ser conhecido como a Escola de Manchester.

## Escritos
Livros
- Rituals of Rebellion in South-East Africa. Manchester University Press, 1954.
- Order and Rebellion in Tribal Africa. London: Cohen and West, 1963.
- Politics, Law and Ritual in Tribal Society. 1965. Transaction Publishers, 2012. ISBN 978-1412846158
- The Allocation of Responsibility (1972). Manchester University Press, 1986. ISBN 978-0719004919

Em português
- Análise de uma Situação Social na Zululândia Moderna. In: BIANCO, Bela Feldman (Org.). Antropologia das Sociedades Complexas. São Paulo, Ed. Global, 1986. p. 237 - 365. ISBN 85-2-60-0119-1
- Rituais de Rebelião no Sudeste da África. Série Tradução, n. 1. Brasília: DAN/UnB, 2011.[6]Referências

1. ↑  «Obituary of Max Gluckman». Anthropology Newsletter. 16 (6): 3. Junho  1975
2. ↑  Goldberg, Harvey E. (1995). «The Voice of Jacob: Jewish Perspectives on Anthropology and the Study of the Bible». Jewish Social Studies. 2 (1): 37. JSTOR 4467460
3. 1 2 3 4 5  «Max Gluckman». Royal Anthropological Institute. Consultado em 22 de dezembro de 2019
4. ↑  Colson, Elizabeth (1975). «Obituary of Max Gluckman». Royal Anthropological Institute Newsletter (9): 8–9
5. ↑  «MAX GLUCKMAN DIES; ANTHROPOLOGIST, 64». The New York Times. Consultado em 19 de dezembro de 2019
6. ↑  GLUCKMAN, Max (2011). «Rituais de Rebelião no Sudeste da África» (PDF). Série Tradução. Consultado em 24 de maio de 2020